# Les Enfants de la musique
 (novembre 2023).
- Si vous ne connaissez pas le sujet, laissez ce bandeau (vous pouvez alors contacter les auteurs).
- Si vous supprimez le contenu mis en cause (vous pouvez préalablement contacter les auteurs),

argumentez précisément cette suppression dans la page de discussion
(un manque de référence n'est pas un argument ; une recherche réelle de référence doit avoir été effectuée, être formellement documentée).
Les Enfants de la musique est une émission de télévision française diffusée sur France 3 depuis le 17 mai 2019. Elle est présentée par Bruno Guillon, accompagné par André Manoukian au piano.

## Principe
Durant 140 minutes, deux équipes de quatre célébrités chacune s'affrontent en musique, grâce à divers jeux, blind-test, karaoké, quiz et autre playback musical. L'équipe qui remporte chaque jeu gagne un vinyle. Pour ponctuer l'émission, en plus d'images d'archives, des invités viennent chanter en live leur tube, accompagnés par l'orchestre de Richard Gardet, qui joue tout au long de l'émission. Chaque numéro a un thème musical différent.

## Émissions
| # | Nom                                                                              | Jour              | Équipe 1                                                          | Équipe 2                                                            | Autres invités |
| - | -------------------------------------------------------------------------------- | ----------------- | ----------------------------------------------------------------- | ------------------------------------------------------------------- | --- |
| 1 | Les Enfants de la musique chantent les années 1980                               | 17 mai 2019       | - Natasha St-Pier - Cyril Féraud - Marianne James - Keen'V        | - Lio - Élodie Frégé - Philippe Lavil - Amel Bent                   | - Bonnie Tyler - Jean-Pierre Mader - Jakie Quartz - Bibie - Luna Parker - Muriel Dacq - Pacifique |
| 2 | Les Enfants de la musique chantent les années 1970                               | 24 mai 2019       | - Dave - Michèle Bernier - Jenifer - Kev Adams                    | - Chimène Badi - Bilal Hassani - Slimane - Nicoletta                | - Patrick Hernandez - Chantal Goya - Marie Myriam - Les New Poppys |
| 3 | Les Enfants de la musique chantent les tubes de l'été                            | 13 septembre 2019 | - Lio - Agustín Galiana - Claudia Tagbo - Frédéric François       | - Slimane - Vitaa - Camille Cerf - Gil Alma                         | - Magic System - Zouk Machine - Ottawan - Pierre Groscolas - Herbert Léonard - Francky Vincent - Manau - Wes - Raft |
| 4 | Les Enfants de la musique font la fête                                           | 27 décembre 2019  | - Dave - Marc Lavoine - Camille Lellouche - Jarry                 | - Amel Bent - Danièle Évenou - Vincent Niclo - Cartman              | - Le Grand Orchestre du Splendid - Partenaire particulier - Larusso - Corinne Hermès - Helmut Fritz - Génération Boys Band - Gibson Brothers - Sacha de Début de soirée - Les New Gypsies |
| 5 | Les Enfants de la musique - 70's vs 80's : 20 ans de tubes                       | 24 juillet 2020   | - Lio - Jeanfi Janssens - Stone - Baptiste Giabiconi              | - Cyril Féraud - Vaimalama Chaves - Évelyne Leclercq - Cartman      | - La Compagnie créole - Rika Zaraï - Roch Voisine - Julie Pietri - David et Jonathan - Linda de Suza - Jean-Baptiste Guégan - Monty - À cause des garçons - Ève Angeli - Thierry Pastor - Nacash                                                                                                |
| 6 | Les Enfants de la musique chantent les années yéyé                               | 20 mars 2020      | - Lio - Chantal Ladesou - Philippe Candeloro - Christelle Chollet | - Chimène Badi - Willy Rovelli - Danièle Gilbert - Jean-Luc Lemoine | - Enrico Macias - Salvatore Adamo - Michèle Torr - Pascal Danel - Jean-François Michaël - Michel Orso - Marcel Amont - The Rabeats - Chris Anderson - Angelina - Carla |
| 7 | Les Enfants de la musique fêtent l'été                                           | 7 août 2020       | -                                                                 | -                                                                   | - Salvatore Adamo - Enrico Macias - Michèle Torr - Dave - Pascal Danel - Patrick Hernandez - Herbert Leonard - Frédéric François - Marc Lavoine - Jean-Baptiste Guégan - Roch Voisine - Le Grand Orchestre du Splendid - Bibie - Julie Pietri - Rika Zarai - Zouk Machine                       |
| 8 | Les Enfants de la musique chantent les années twist et disco                     | 2 octobre 2020    | -                                                                 | -                                                                   | - Agustin Galiana - Olivier de Benoist - Anne Roumanoff - Natasha St Pier - Nicoletta - Patrick Fiori - Patrick Hernandez - François Valéry - Carla Lazzari - Star Academy - Ottawan - Vagabonds - Hugues Aufray                                                                                |
| 8 | Les Enfants de la musique La fièvre des années 70 face à la fureur des années 80 | 30 avril 2021     | -                                                                 | -                                                                   | - Chimène Badi - Donel Jack’sman - Plastic Bertrand - Lio - Jean-Philippe Janssens - Véronique Genest - Nicole Croisille - Jeane Manson - 3 cafés gourmands - Kazero - François Valéry - Caroline Loeb - Alec Mansion - Laroche Valmont - Gérard Lenorman - Sabine Paturel - Jean-Jacques Lafon |